# برج المرجان
برج مرجان هو ناطحة سحاب مقترحة للبناء في المنامة عاصمة البحرين. سيبلغ ارتفاعه 1022 متر بينما ستبلغ مساحته 9.3 مليون متر مربع ويتكون من 200 طابق. عند الانتهاء سيكون بمثابة فندق ومبنى تجاري وسكني.
بمجرد الانتهاء سيكون البرج تحت ملكية وإدارة شركة سويدية لم يعلن عنها بعد رسميا في حين سيرأس الأعمال المعمارية والهندسية الشركة الدانماركية هينينغ لارسن.